# Sachio Sakai
Sachio Sakai (堺左千夫, Sakai Sachio, né le 8 septembre 1925 et mort le 11 mars 1998), de son vrai nom Yukio Abe (阿部幸男, Abe Yukio), est un acteur japonais. En 1947, il fait ses débuts au cinéma dans Un merveilleux dimanche (素晴らしき日曜日, Subarashiki nichiyobi) d'Akira Kurosawa,,. Il a souvent travaillé avec les réalisateurs Akira Kurosawa, Ishirō Honda et Kihachi Okamoto,.

## Filmographie
Sauf indication contraire, les informations mentionnées dans cette section peuvent être confirmées par la base de données cinématographiques IMDb,  présente dans la section « Liens externes ».

### Cinéma
- 1947 : Un merveilleux dimanche (素晴らしき日曜日, Subarashiki nichiyobi?) d'Akira Kurosawa : le vendeur de tickets
- 1948 : L'Ange ivre (酔いどれ天使, Yoidore tenshi?) d'Akira Kurosawa : le guitariste
- 1949 : Chien enragé (野良犬, Nora-inu?) d'Akira Kurosawa : un spectateur
- 1949 : La Montagne bleue (青い山脈, Aoi sanmyaku?) de Tadashi Imai
- 1950 : Ville de violence (暴力の街, Bōryoku no machi?) de Satsuo Yamamoto
- 1951 : The Blue Pearl (青い真珠, Aoi shinju?) d'Ishirō Honda : Yanagiya
- 1952 : La Vendetta d'un samouraï : duel au coin de Kagiya (荒木又右衛門 決闘鍵屋の辻, Araki Mataemon: Kettō Kagiya no tsuji?)
- 1952 : The Skin of the South (南国の肌, Nangoku no hada?) d'Ishirō Honda
- 1952 : The Man Who Came to Port (港へ来た男, Minato e kita otoko?) d'Ishirō Honda
- 1952 : Vivre (生きる, Ikiru?) d'Akira Kurosawa : Gang
- 1953 : Eagle of the Pacific (太平洋の鷲, Taiheiyō no washi?) d'Ishirō Honda
- 1954 : Les Sept Samouraïs (七人の侍, Shichinin no samurai?) : un coolie
- 1954 : Godzilla (ゴジラ, Gojira?) d'Ishirō Honda
- 1955 : Half Human (獣人雪男, Jū jin yuki otoko?) d'Ishirō Honda : Nakata
- 1955 : Duel à Ichijoji (続宮本武蔵 一乗寺の決闘, Zoku Miyamoto Musashi: Ichijōji no kettō?) de Hiroshi Inagaki : Matahachi Honiden
- 1957 : Le Château de l'araignée (蜘蛛巣城, Kumonosu-jō?) d'Akira Kurosawa : le vassal de Washizu
- 1958 : Song for a Bride (花嫁三重奏, Hanayome sanjūsō?) d'Ishirō Honda : Kurokawa
- 1958 : La Forteresse cachée (隠し砦の三悪人, Kakushi toride no san-akunin?) d'Akira Kurosawa : Ashigaru
- 1959 : Samurai Saga (或る剣豪の生涯, Aru kengō no shōgai?) de Hiroshi Inagaki
- 1960 : The Secret of the Telegian (電送人間, Densō ningen?) de Jun Fukuda : Taki
- 1960 : Tempête sur le Pacifique (ハワイ・ミッドウェイ大海空戦 太平洋の嵐, Hawai Middouei daikaikusen: Taiheiyo no arashi?) de Shūe Matsubayashi
- 1961 : Récits du château d'Osaka (大坂城物語, Ōsaka-jō monogatari?) de Hiroshi Inagaki : Kai Hayami
- 1961 : Le Garde du corps (用心棒, Yōjinbō?) d'Akira Kurosawa : Ashigaru
- 1962 : Sanjuro (椿三十郎, Tsubaki Sanjūrō?) d'Akira Kurosawa : Ashigaru
- 1962 : Astronaut 1980 (妖星ゴラス, Yōsei gorasu?) d'Ishirō Honda : physicien
- 1962 : King Kong contre Godzilla (キングコング対ゴジラ, Kingukongu tai Gojira?) d'Ishirō Honda : Obayashi, l'assistant de Mr. Tako
- 1967 : La Revanche de King Kong (キングコングの逆襲, Kingu Kongu no gyakushū?) d'Ishirō Honda : Kazuo Suzuki
- 1967 : Le Jour le plus long du Japon (日本のいちばん長い日, Nihon no ichiban nagai hi?) de Kihachi Okamoto
- 1969 : Godzilla's Revenge (ゴジラ • ミニラ • ガバラ オール 怪獣大進撃, Gojira-Minira-Gabara: Oru kaijû daishingeki?) d'Ishirō Honda : Kobayashi
- 1969 : Furin kazan (風林火山, Fūrin kazan?) de Hiroshi Inagaki : Yamagata Masakage
- 1969 : Akage (赤毛?) de Kihachi Okamoto : Kesagi
- 1970 : The Vampire Doll (幽霊屋敷の恐怖 血を吸う人形, Chi o suu ningyo?) de Michio Yamamoto : chauffeur de taxi
- 1970 : Les Envahisseurs de l'espace (ゲゾラ・ガニメ・カメーバ 決戦! 南海の大怪獣, Gezora Ganime Kameba Kessen! Nankai no Kaijuu?) d'Ishirō Honda : le rédacteur en chef du magazine
- 1971 : La Bataille d'Okinawa (激動の昭和史 沖縄決戦, Gekido no showashi: Okinawa kessen?) de Kihachi Okamoto
- 1973 : La Révolution humaine (人間革命, Ningen kakumei?) de Toshio Masuda
- 1974 : Lupin III: Strange Psychokinetic Strategy (ルパン三世 念力珍作戦, Rupan Sansei: Nenriki Chin Sakusen?) de Takashi Tsuboshima : chef de la sécurité
- 1978 : Burū Kurisumasu (ブルークリスマス?) de Kihachi Okamoto : chauffeur de taxi
- 1989 : La Légende de Zatoïchi : L'Odyssée finale (座頭市, Zatōichi?) de Shintarō Katsu
- 1990 : Rêves (夢, Yume?) d'Akira Kurosawa : un villageois
- 1991 : Rhapsodie en août (八月の狂詩曲, Hachi-gatsu no kyōshikyoku?) d'Akira Kurosawa : parent du défunt

### Télévision
- 1971 : Daichūshingura : Wasuke
- 1972 : Hissatsu Shikakenin : Shinbei Tajima (épisode 24)
- 1973 : Hissatsu Shiokinin : Yasuke (épisode 15)
- 1973 : Shinsho Taikōki : Matsunaga Hisahide
- 1974 : Taiyō ni hoero! : Urabayashi (épisode 126)
- 1974 : Tasukenin Hashiru : Gunpei (épisode 35)
- 1975 : Kurayami Shitomenin : Matsugoro (épisode 26)
- 1975 : Hissatsu Shiokiya Kagyō : Kisuke (épisode 6)
- 1975 : Hissatsu Shiwazanin : Sanji (épisode 28)
- 1978 : Daitsuiseki (épisode 8)
- 1978 : Edo Professional Hissatsu Shōbainin : Tenmanya (épisode 10)
- 1979 : The Fierce Battles of Edo : Kamekichi (épisode 8)
- 1982 : Hissatsu Shigotonin : Matsug (épisode 10)
- 1980 : Hissatsu Shigotonin III : Rihei (épisode 45)
- 1990 : Onihei Hankachō : Kaneya Iemon (épisode 22)